# Asterope uniformis
Asterope uniformis är en fjärilsart som beskrevs av Ungemach 1932. Asterope uniformis ingår i släktet Asterope och familjen praktfjärilar. Inga underarter finns listade i Catalogue of Life.